# パプ・ゴメス
パプ・ゴメス（Papu Gómez）こと、アレハンドロ・ダリオ・ゴメス（Alejandro Darío Gómez, 1988年2月15日 - ）は、アルゼンチン・ブエノスアイレス出身のサッカー選手。元アルゼンチン代表。セリエA・ACモンツァ所属。ポジションはフォワード、ミッドフィールダー。

## クラブ経歴

### アルセナル
アルセナルFCのユース出身。2003年にプロデビュー。2005年から正式にトップチームの一員となると、翌2006年から定位置を確保。
2007年11月30日、コパ・スダメリカーナ決勝でクラブ・アメリカと対戦すると、1stレグで逆転ゴールを含む2ゴールを挙げて3-2の先勝に貢献。2ndレグは1-2で敗れたものの、アウェーゴール数によって自身初の国際タイトルを獲得した。

### サン・ロレンソ
2009年、CAサン・ロレンソ・デ・アルマグロに移籍。1シーズンのみの在籍だったが、リーグ戦47試合に出場し8ゴールを挙げた。

### カターニア
2010年7月、セリエAのカルチョ・カターニアへ移籍。ユヴェントスFCに移籍したホルヘ・マルティネスに代わるレギュラーとしてプレー。
2012年夏の移籍市場ではインテルを初めとするイタリアの複数のクラブからの関心が報じられた。
2012-13シーズンは、ほぼ全てのリーグ戦（36試合）に出場して8ゴール7アシストを記録。ゴメスと同じアルゼンチン出身のゴンサロ・ベルヘッシオとパブロ・バリエントスで3トップ形成して、チームは1964-65シーズン以来のクラブ最高順位となる8位でシーズンを終えた。

### メタリスト・ハルキウ

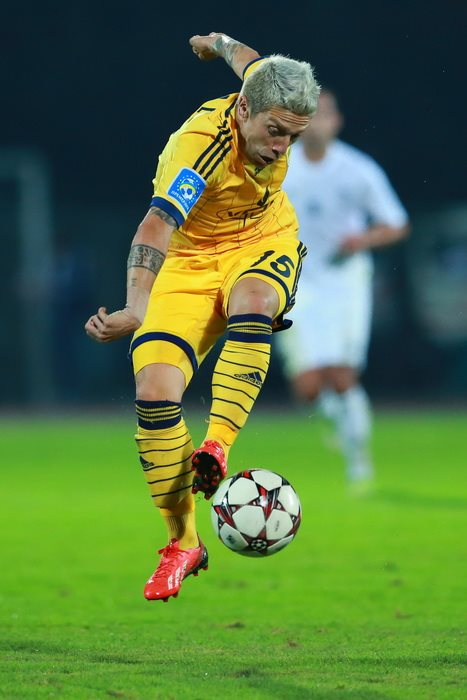
メタリスト・ハルキウでプレーするゴメス（2013年）

2013年8月2日、FCメタリスト・ハルキウに移籍が決定。ゴメスにはインテル・フィオレンティーナ・アトレティコ・マドリードなど複数のクラブからオファーがあったがUEFAチャンピオンズリーグでプレーすることを希望していたためウクライナへと渡った。しかし、ゴメスが加入してからわずか2週間後にUEFAとスポーツ仲裁裁判所は同クラブが2008年に八百長に関与したとしてヨーロッパの大会の参加資格を剥奪した。これによりチャンピオンズリーグに出場できなくなったため、ゴメスはフィオレンティーナに移籍するために給与の引き下げを申し出た。さらに、キーウを中心とする政変、ロシアのクリミア侵攻などが起きたことでハルキウを含むウクライナ全域は政治的に不安定になったため、ゴメスは2014-15シーズン開始前にウクライナへの帰国を拒否し、他のチームメイト3人とともにハルキウを退団した。なお、この影響でウクライナ・プレミアリーグに在籍していた外国人選手は2年間で170人から60人に減少した。

### アタランタ

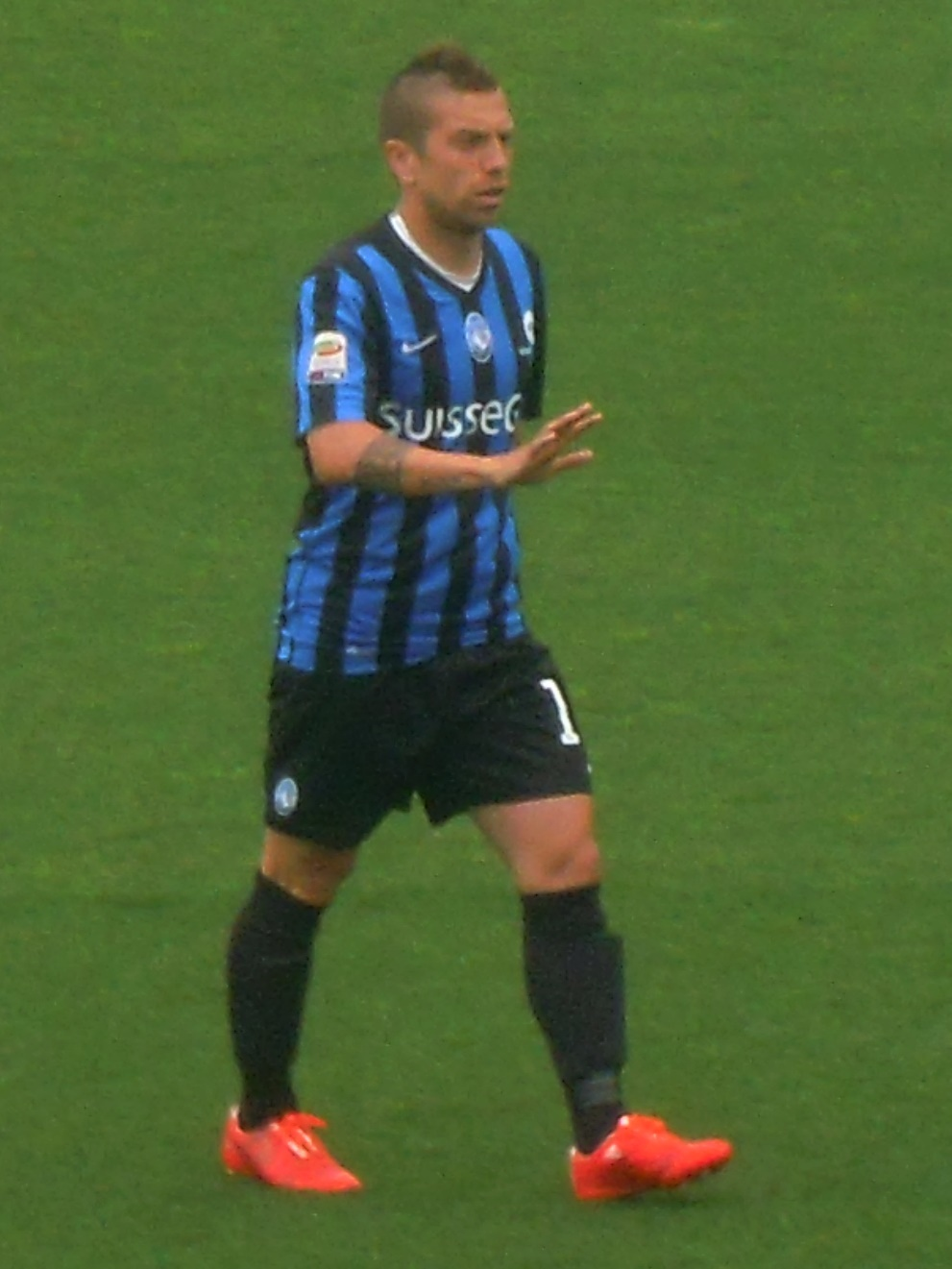
アタランタでプレーするゴメス（2014年）

2014年9月1日、アタランタBCに移籍し、セリエAに復帰した。
2016-17シーズンはリーグ戦37試合で16得点を挙げるなど、アタランタの5位躍進に大きく貢献した。
2017-18シーズンのELでは、9月28日のオリンピック・リヨン戦で1点ビハインドの状況から直接フリーキックを決めて引き分けに持ち込んだ。なお、この試合前にはリヨンのナビル・フェキルから「知らない選手」と語られていた。
2018-19シーズンからは引退したクリスティアン・ライモンディに代わってチームの第一キャプテンを担い、アタランタを3位フィニッシュに導いて翌シーズンのチャンピオンズリーグ出場権獲得とコッパ・イタリア準優勝を果たした。
2019-20シーズン、チームの好成績に貢献し、6月のセリエA月間最優秀選手賞を受賞した。リーグ戦では最多の16アシストを決め、2期連続のチャンピオンズリーグ出場権獲得に貢献するなどの活躍でセリエA年間ベストイレブンとセリエA年間最優秀MFに選出された。このシーズンのCLでは、スカッド・オブ・シーズンの1人に選出された。
2020-21シーズン開幕後もアタランタで主軸として活躍していたが、12月1日に行われたCLグループリーグのFCミッティラン戦のハーフタイム中にジャン・ピエロ・ガスペリーニ監督と衝突し、前半限りでの交代となった。その後、ゴメスは自身のInstagramのストーリー機能でアタランタ退団を示唆し、16日のユヴェントス戦を最後にメンバー招集されることはなかった。

### セビージャ
2021年1月26日、セビージャFCと2024年までの契約を結んだ。2月6日、ヘタフェ戦でラ・リーガデビューすると、この試合で移籍後初ゴールを挙げた。
2023年9月1日、双方合意の下で契約を解除し退団した。

### モンツァ
2023年9月29日、ACモンツァに加入した。10月2日、サッスオーロ戦でモンツァデビューした。
10月20日、セビージャ在籍中の2022年に行われたドーピング検査で世界アンチ・ドーピング機構の禁止薬物に指定されているテルブタリンが検出されたとして2年間のスポーツ活動の資格停止が言い渡された。テルブタリンを使用する際には事前に治療的吸入の使用許可が必要だったが、ゴメスはこれに対し「息子の咳を和らげる際に使用した咳止めシロップを誤って摂取してしまった」として上訴。しかし、2024年3月に上訴が棄却されたことがモンツァのラッファエレ・パッラディーノ監督によって明かされた。

## 代表経歴

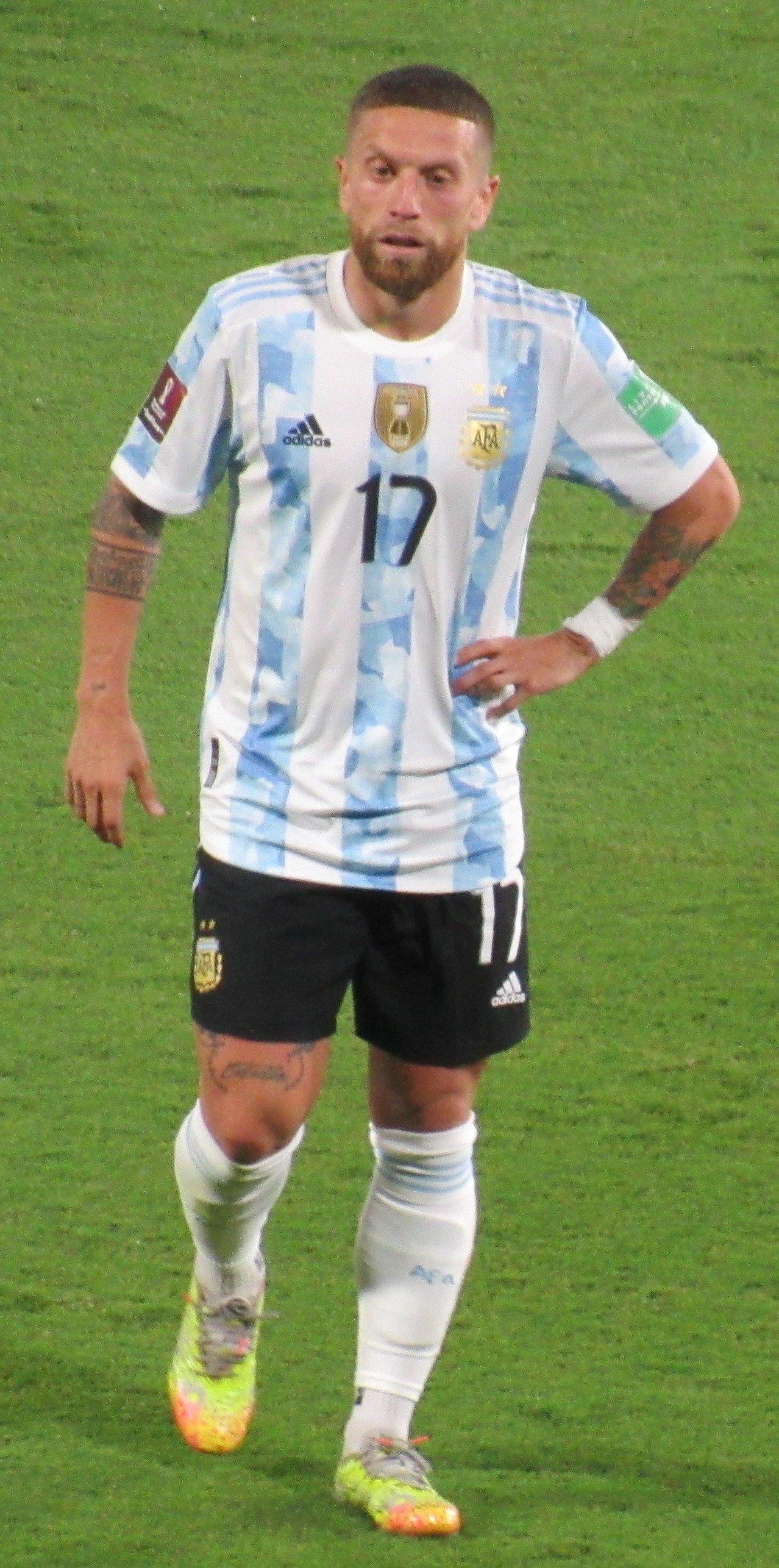
アルゼンチン代表でのゴメス（2022年）

アルゼンチンU-20代表の一員として、2006年のトゥーロン国際大会や2007年のFIFA U-20ワールドカップに出場した。
アルゼンチン代表として国際的にプレーしたのはユースレベルのみであったため、イタリア国籍も持つゴメスは彼がプレーすることに興味を示していたイタリアA代表に選出される資格があると思われた。しかし、FIFAは彼が初めてアルゼンチン代表のユースレベルでプレーした時にはイタリア国籍を持っておらず、この条件を覆すことを可能にするイタリアの血統も持っていないため、代表チームを変更する資格がないと裁定した。
アタランタでの活躍から2017年6月にアルゼンチンA代表に招集されると、6月13日のシンガポールとの親善試合で代表デビューし、初得点も挙げた。
2021年6月、ゴメスはブラジルで開催されるコパ・アメリカ2021に向けたメンバーに選出され、21日のパラグアイ戦(1-0)でゴールを決めた。さらに、その1週間後のボリビア戦(4-1)でも再びゴールを決めて準々決勝進出に貢献。これ以降の試合でゴメスが出場することはなかったが、アルゼンチン代表は決勝でブラジルを1-0で破ったことで、ゴメスは自身初のA代表での国際タイトルを獲得した。
2022年、2022 FIFAワールドカップのメンバーに選ばれると、サウジアラビア戦(1-2)とオーストラリア戦(2-1)に出場。チームはこの大会で悲願の優勝を果たした。

## プレースタイル
足元の技術に長けたチャンスメイカー。得点力も兼ね備えるが、献身的な守備で得点以外の面でもチームに貢献する。

## 代表歴

### 出場大会など
- アルゼンチン代表
  - 2022 FIFAワールドカップ

### 試合数
- 国際Aマッチ 17試合 3得点（2017年-2022年）[36]

| アルゼンチン代表 | 国際Aマッチ | 国際Aマッチ |
| 年               | 出場        | 得点        |
| ---------------- | ----------- | ----------- |
| 2017             | 4           | 1           |
| 2018             | 0           | 0           |
| 2019             | 0           | 0           |
| 2020             | 1           | 0           |
| 2021             | 6           | 2           |
| 2022             | 6           | 0           |
| 通算             | 17          | 3           |

## タイトル

### クラブ
アルセナル
- コパ・スダメリカーナ : 2007
- スルガ銀行チャンピオンシップ : 2008

セビージャ
- UEFAヨーロッパリーグ : 2022-23
- UEFA-CONMEBOLクラブチャレンジ（英語版） : 2023

### 代表
U-20アルゼンチン代表
- FIFA U-20ワールドカップ : 2007

アルゼンチンA代表
- コパ・アメリカ : 2021
- フィナリッシマ : 2022
- FIFAワールドカップ : 2022

### 個人
- セリエAアシスト王 : 2018-19, 2019-20
- セリエA年間ベストイレブン : 2019-20
- セリエA年間最優秀MF賞 : 2019-20
- セリエA月間最優秀選手賞 : 2020年6月, 2020年9月
- UEFAチャンピオンズリーグ年間ベストチーム : 2019-20